# Semula Jadi
Semula Jadi is een bestuurslaag in het regentschap Tanjung Balai van de provincie Noord-Sumatra, Indonesië. Semula Jadi telt 4805 inwoners (volkstelling 2010).